# Aron Warner
Aron Warner est un acteur et producteur de cinéma.

## Filmographie
Comme producteur
- 1991 : La Fin de Freddy - L'ultime cauchemar (Freddy's Dead: The Final Nightmare)
- 1995 : Tank Girl
- 1998 : Fourmiz (Antz)
- 2001 : Shrek
- 2004 : Shrek 2

Comme acteur
- 2004 : Shrek 2 : Wolf (voix)
- 2004 : Far Far Away Idol (vidéo) : Wolf (voix)
- 2007 : Joyeux Noël Shrek ! (Shrek the Halls) (TV) : le grand méchant loup (voix)